# Amedeo Biavati
Amedeo Biavati (Bologna, 4 aprile 1915 – Bologna, 22 aprile 1979) è stato un calciatore e allenatore di calcio italiano, di ruolo centrocampista. Campione del mondo con la nazionale italiana nel 1938.

## Caratteristiche tecniche

### Giocatore
(Vittorio Pozzo)
Ala destra celeberrima per il suo doppio passo, era veloce ed elegante, un gran dribblatore nonostante il problema dei piedi piatti. Le sue incursioni sulla fascia lo portarono anche a segnare parecchi gol, 73 in 249 partite di campionato.

## Carriera

### Giocatore
Crebbe nel Bologna, squadra della sua città, con la quale disputò gran parte della sua carriera.
Esordì diciottenne il 21 maggio 1933, schierato mezzala in una gara di campionato contro il Casale finita 7-0; realizzò una doppietta in due minuti e replicò due settimane dopo con altri due gol al Milan. Nonostante le ottime prestazioni di quella prima stagione tornò a svolgere il ruolo di comprimario al ritorno dei titolari Sansone e Maini.

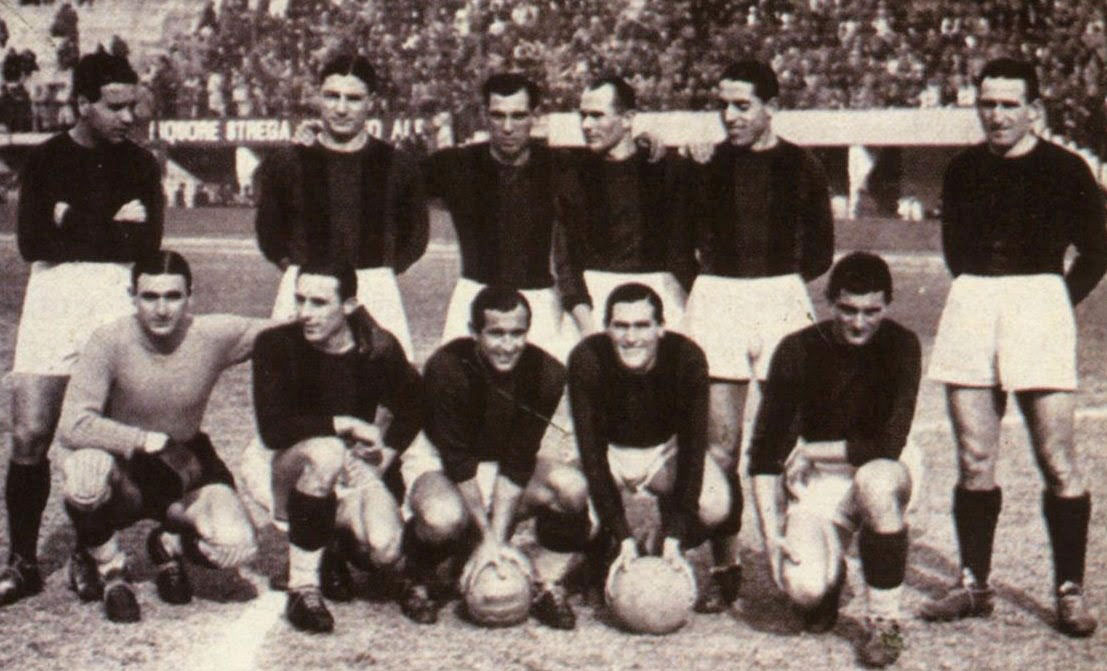
Biavati (in piedi, terzo da destra) nel Bologna campione d'Italia 1938-1939

Dopo una stagione in Serie B al Catania (1934-1935), tornò al Bologna dove ancora faticò per trovare posto fra i titolari. Riuscì lentamente a sfondare: in rossoblu conquistò lo scudetto del 1936-1937 per la prima volta con presenze all'attivo e, dopo un'altra stagione di buon livello, esordì in nazionale il 12 giugno 1938 in occasione della gara dei quarti di finale dei mondiali contro la Francia. La buona prestazione convinse Vittorio Pozzo a schierarlo al posto del triestino Piero Pasinati fino alla vittoriosa finale.
Da Campione del Mondo conquistò poi col Bologna il suo terzo scudetto personale nel 1938-39. A Milano, in nazionale, il 13 maggio 1939 realizzò quello che è considerato il suo gol più bello, contro l'Inghilterra: dopo aver dribblato con eleganza il difensore e capitano britannico Hapgood e il portiere Woodley, depositò il pallone nella porta vuota, ottenendo i complimenti degli avversari.
A Bologna conquistò anche lo scudetto del 1940-41, mentre la sua carriera azzurra subì un lungo stop a causa del conflitto mondiale. Alla ripresa dei campionati e delle competizioni internazionali Biavati giocò ancora 3 partite in nazionale, per chiudere la carriera in azzurro nel 1947, sostituito ormai dal torinista Romeo Menti. L'ultima partita, disputata a Vienna contro l'Austria il 9 novembre 1947, rappresentò l'unica sconfitta del centrocampista bolognese in nazionale; aveva segnato i suoi ultimi gol in azzurro contro la Svizzera, nel 1945: dal 2-2 portò l'Italia al 4-2, ma gli azzurri furono poi raggiunti sul pareggio 4-4.
Chiuse la carriera con il Bologna nel 1948, avendo disputato in rossoblu 258 partite di campionato segnando 70 reti (compreso il campionato di guerra 1943-44 e il girone Alta Italia 1945-46).

### Dopo il ritiro
Nel 1948 partecipò, insieme ad altri calciatori, al film 11 uomini e un pallone diretto da Giorgio Simonelli, nella parte di se stesso.
Abbracciò quindi l'avventura di calciatore-allenatore in alcune squadre minori di varie parti d'Italia, come Magenta nella Serie C 1950-1951, Manduria nella Promozione 1951-1952, Imola, Molfetta in IV Serie, Città di Castello, e allenò anche in Libia. Al termine della carriera calcistica trovò poco spazio nei quadri tecnici del Bologna, e divenne poi dipendente comunale con l'incarico di supervisore degli impianti sportivi.
Morì nel 1979, a 64 anni. Venne sepolto nel Cimitero monumentale della Certosa di Bologna.

## Statistiche

### Cronologia presenze e reti in nazionale
| Cronologia completa delle presenze e delle reti in nazionale ― Italia | Cronologia completa delle presenze e delle reti in nazionale ― Italia | Cronologia completa delle presenze e delle reti in nazionale ― Italia | Cronologia completa delle presenze e delle reti in nazionale ― Italia | Cronologia completa delle presenze e delle reti in nazionale ― Italia | Cronologia completa delle presenze e delle reti in nazionale ― Italia | Cronologia completa delle presenze e delle reti in nazionale ― Italia | Cronologia completa delle presenze e delle reti in nazionale ― Italia |
| Data                                                                  | Città                                                                 | In casa                                                               | Risultato                                                             | Ospiti                                                                | Competizione                                                          | Reti                                                                  | Note                                                                  |
| --------------------------------------------------------------------- | --------------------------------------------------------------------- | --------------------------------------------------------------------- | --------------------------------------------------------------------- | --------------------------------------------------------------------- | --------------------------------------------------------------------- | --------------------------------------------------------------------- | --------------------------------------------------------------------- |
| 12-6-1938                                                             | Parigi                                                                | Francia                                                               | 1 – 3                                                                 | Italia                                                                | Mondiali 1938 - Quarti                                                | -                                                                     |                                                                       |
| 16-6-1938                                                             | Marsiglia                                                             | Brasile                                                               | 1 – 2                                                                 | Italia                                                                | Mondiali 1938 - Semifinali                                            | -                                                                     |                                                                       |
| 19-6-1938                                                             | Parigi                                                                | Ungheria                                                              | 2 – 4                                                                 | Italia                                                                | Mondiali 1938 - Finale                                                | -                                                                     | 2º Titolo Mondiale                                                    |
| 20-11-1938                                                            | Bologna                                                               | Italia                                                                | 2 – 0                                                                 | Svizzera                                                              | Amichevole                                                            | -                                                                     |                                                                       |
| 4-12-1938                                                             | Napoli                                                                | Italia                                                                | 1 – 0                                                                 | Francia                                                               | Amichevole                                                            | 1                                                                     |                                                                       |
| 26-3-1939                                                             | Firenze                                                               | Italia                                                                | 3 – 2                                                                 | Germania                                                              | Amichevole                                                            | 1                                                                     |                                                                       |
| 13-5-1939                                                             | Milano                                                                | Italia                                                                | 2 – 2                                                                 | Inghilterra                                                           | Amichevole                                                            | 1                                                                     |                                                                       |
| 4-6-1939                                                              | Belgrado                                                              | Jugoslavia                                                            | 1 – 2                                                                 | Italia                                                                | Amichevole                                                            | -                                                                     |                                                                       |
| 8-6-1939                                                              | Budapest                                                              | Ungheria                                                              | 1 – 3                                                                 | Italia                                                                | Amichevole                                                            | -                                                                     |                                                                       |
| 11-6-1939                                                             | Bucarest                                                              | Romania                                                               | 0 – 1                                                                 | Italia                                                                | Amichevole                                                            | -                                                                     |                                                                       |
| 14-4-1940                                                             | Roma                                                                  | Italia                                                                | 2 – 1                                                                 | Romania                                                               | Amichevole                                                            | 1                                                                     |                                                                       |
| 5-5-1940                                                              | Milano                                                                | Italia                                                                | 3 – 2                                                                 | Germania                                                              | Amichevole                                                            | 1                                                                     |                                                                       |
| 1-12-1940                                                             | Genova                                                                | Italia                                                                | 1 – 1                                                                 | Ungheria                                                              | Amichevole                                                            | -                                                                     |                                                                       |
| 5-4-1942                                                              | Genova                                                                | Italia                                                                | 4 – 0                                                                 | Croazia                                                               | Amichevole                                                            | 1                                                                     |                                                                       |
| 19-4-1942                                                             | Milano                                                                | Italia                                                                | 4 – 0                                                                 | Spagna                                                                | Amichevole                                                            | -                                                                     |                                                                       |
| 11-11-1945                                                            | Zurigo                                                                | Svizzera                                                              | 4 – 4                                                                 | Italia                                                                | Amichevole                                                            | 2                                                                     |                                                                       |
| 1-12-1946                                                             | Milano                                                                | Italia                                                                | 3 – 2                                                                 | Austria                                                               | Amichevole                                                            | -                                                                     |                                                                       |
| 9-11-1947                                                             | Vienna                                                                | Austria                                                               | 5 – 1                                                                 | Italia                                                                | Amichevole                                                            | -                                                                     |                                                                       |
| Totale                                                                |                                                                       | Presenze                                                              | 18                                                                    |                                                                       | Reti (39º posto)                                                      | 8                                                                     |                                                                       |

## Palmarès

### Giocatore

#### Club

##### Competizioni nazionali
- Campionato italiano: 4

Bologna: 1935/1936, 1936/1937, 1938/1939, 1940/1941
- Coppa Alta Italia: 1

Bologna: 1946

##### Competizioni internazionali
- Torneo Internazionale dell'Expo Universale di Parigi 1937: 1

Bologna: 1937

#### Nazionale
- Campionato mondiale: 1

Italia: Francia 1938